# Schnittzichorie

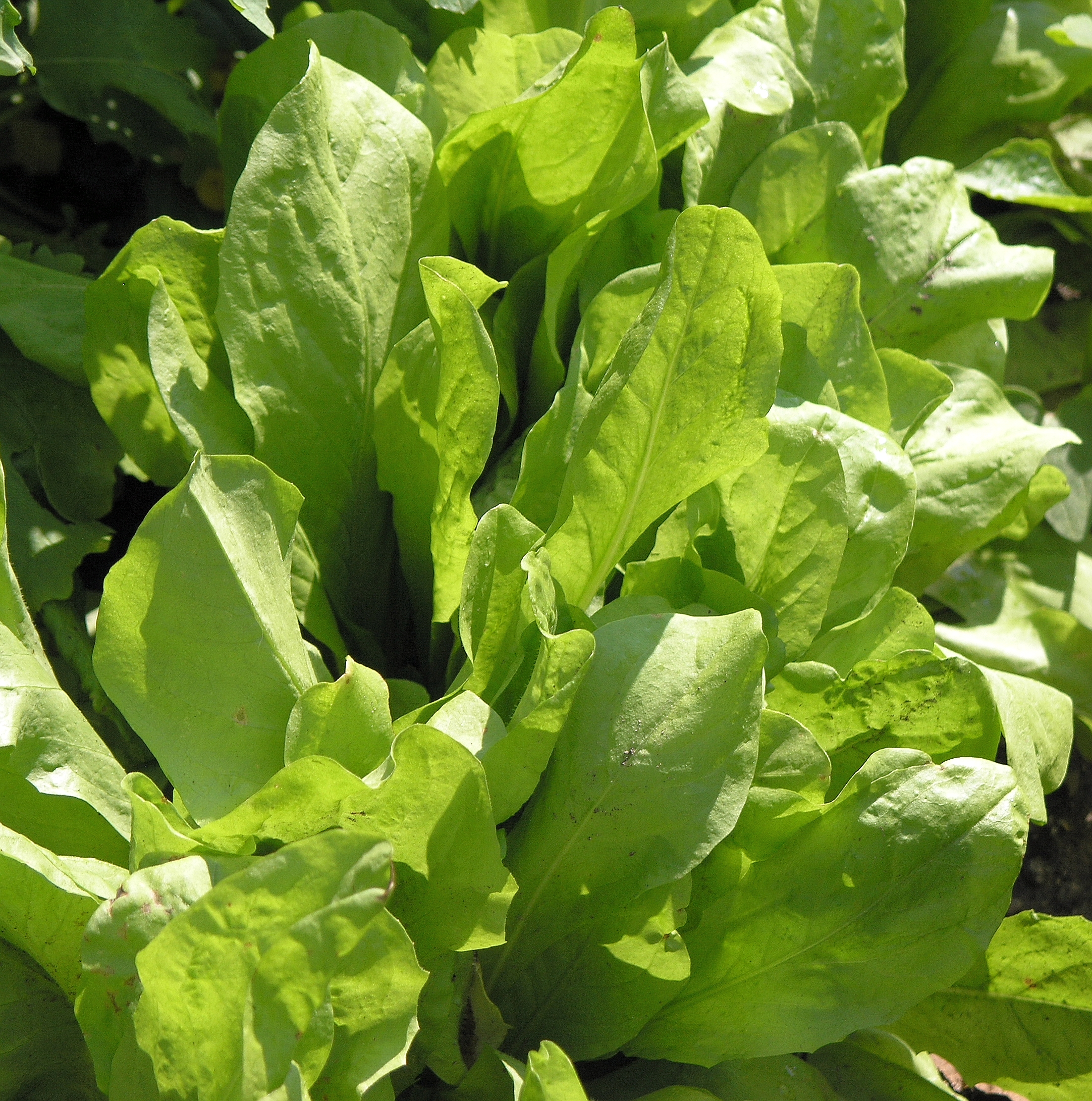
Schnittzichorie ‚Gelbe von Trieste‘

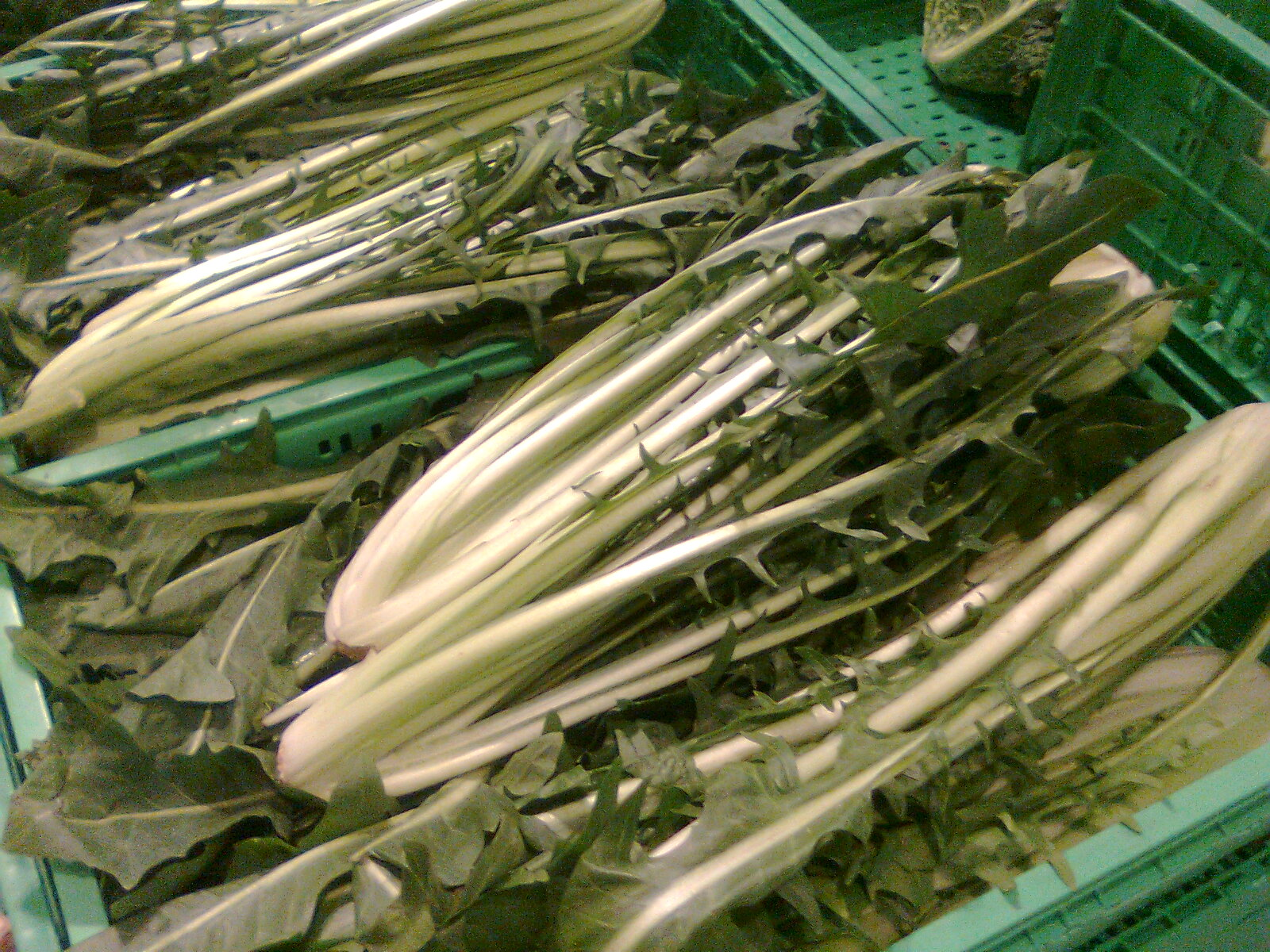
Cicoria catalogna

Bei Schnittzichorie oder auch Blattzichorie handelt es sich um eine Sortengruppe der Zichorie (Cichorium intybus). Dazu zählen die Sorten ‚Gelbe von Trieste‘, auch ‚Zichoriensalat di Trieste‘, ‚Biondissima di Trieste‘ oder ‚Zuccherina di Trieste‘ und ‚Spadona‘, auch ‚Cicoria spadona‘ genannt, die wie Schnittsalat angebaut werden. Die in Italien als Catalogna bekannte Varietät wird in Deutschland wegen der Ähnlichkeit der Blätter meist als Löwenzahn verkauft.

## Herkunft und Verbreitung
‚Spadona‘ findet man fast nur in Italien im Anbau, während ‚Gelbe von Trieste‘ in Norditalien nahe Triest und dem Tessin (ital. Schweiz) in Hausgärten angebaut wird. Die typisch italienische Saatgutmischung Misticanza enthält ebenfalls letztere Sorte.

## Beschreibung
‚Gelbe von Trieste‘ hat grün-gelbe ovale Blätter ohne Behaarung. ‚Spadona‘ hat einen recht bitteren Geschmack und ist dunkelgrün schmalblättrig. Bei beiden stehen die Blätter aufrecht, ähnlich wie bei Feldsalat, und die Blätter besitzen nur gering erhabene Blattadern.

## Anbau und Ernte
Die Kulturweise ähnelt sehr stark der von Schnittsalaten oder Baby-Leaf-Salaten, benötigt jedoch mit 10–12 °C etwas mehr Wärme. Geerntet wird sechs bis acht Wochen nach Aussaat, wenn die Blätter 15–20 cm hoch sind. Mehrmalige Ernte ist möglich. Lässt man die Blätter wie Schnittsalate 4–6 cm hoch werden, kann 1 kg/m² und bei einer Wuchshöhe von 15–20 cm 2,5–3,0 kg/m² geerntet werden. Angeboten wird Schnittzichorie in Bündeln zu 100 g.

## Verwendung
Typische Verwendung für italienische Salate. Um die Bitterkeit der Zichorienart zu verringern, legt man die Blätter einfach eine Weile in kaltes Wasser. Dabei können jedoch wichtige Inhaltsstoffe im Wasser gelöst und damit „ausgewaschen“ werden. Für warme Speisen ist diese Zichorie nicht geeignet – mit Ausnahme der als Catalogna bezeichneten Sorte, die in Italien ähnlich wie Spinat verarbeitet wird, z. B. in Olivenöl mit etwas Knoblauch gedünstet als Beilage zum Hauptgang.
Die Sorte ‚Gelbe von Trieste‘ kann zu sogenannten „Radicchioknödeln“ verarbeitet werden, wenn sie ausgewachsen ist.